# Zisterzienserinnenabtei Belmont

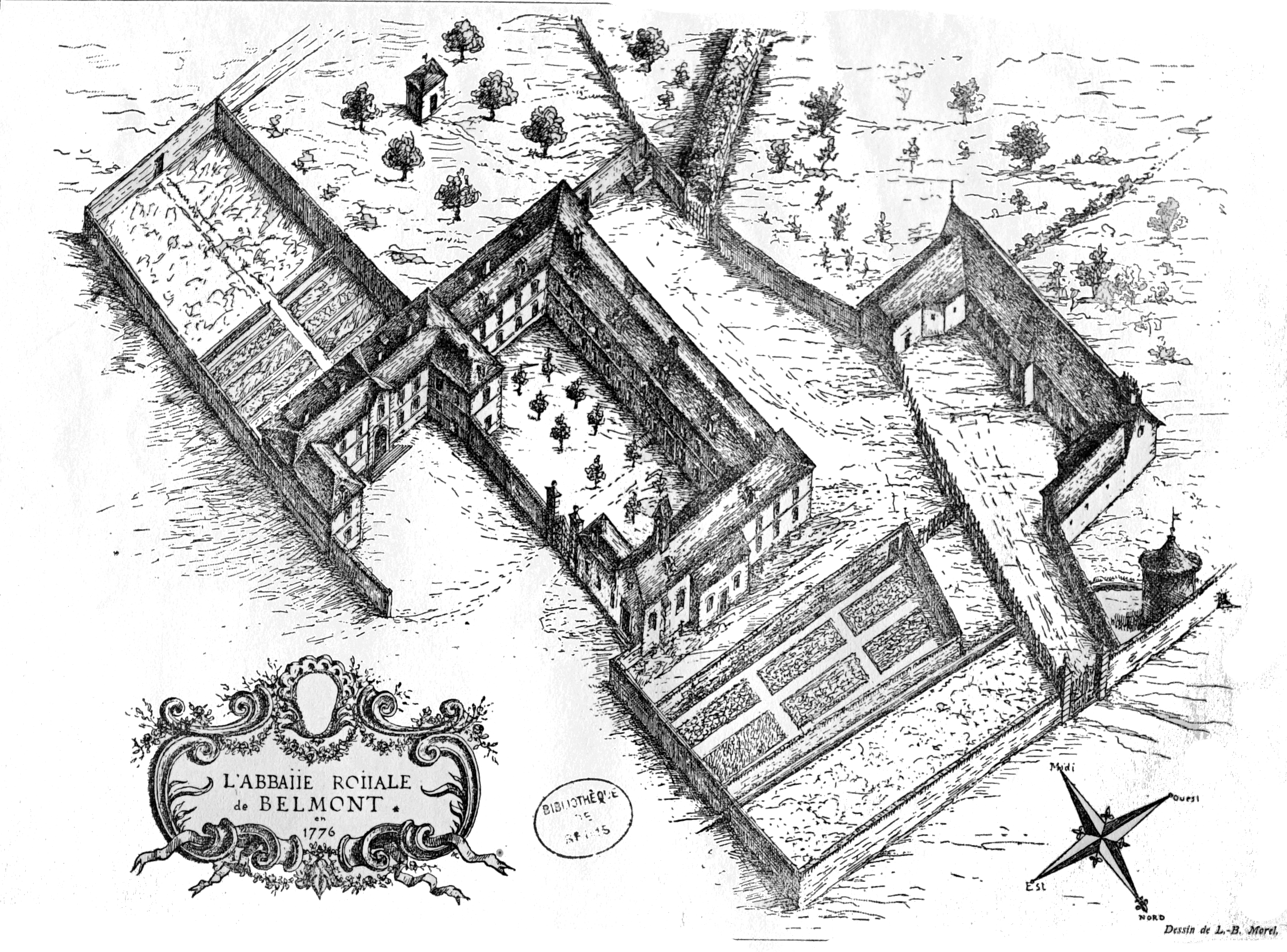
Die Zisterzienserinnenabtei Belmont, auf einer Darstellung im 18. Jahrhundert

Die Zisterzienserinnenabtei Belmont war von 1127 bis 1792 ein französisches Kloster der Zisterzienserinnen in Belmont, Département Haute-Marne, im Bistum Langres.

## Geschichte
Die Abtei Tart gründete 1127 südöstlich Langres in Belmont das Nonnenkloster Notre-Dame de l'Assomption („Maria Himmelfahrt“), dem ab 1166 in 12 Kilometer Entfernung das Zisterzienserkloster Beaulieu zur Seite stand. Ab 1147 unterstand Belmont unmittelbar dem Papst Eugen III., der selbst Zisterzienser war. Im Lauf der Jahrhunderte wurde das Kloster mehrfach zerstört, aber auch wieder aufgebaut, zuletzt bis 1776. Nach Schließung und Verkauf 1792 während der Revolution sind heute im Dorf Belmont nur noch der Gästetrakt sowie Teile des Konventgebäudes und der Kirche übrig, die seit 2004 unter Denkmalschutz stehen.